# بادسي (أسطورة)
بادسي (بالإنجليزية: Badessy)‏ هي في الديانة الودونية في هایتي روح من أرواح الموتى، وهي في الغالب روح الرياح.